# Mapei Sport
Il centro ricerche Mapei Sport (Sport Service Mapei s.r.l) è un centro medico-sportivo attivo nella ricerca scientifica applicata. Creato nel 1996 per volontà di Giorgio Squinzi (presidente del gruppo Mapei) per fornire assistenza scientificamente pianificata sull'allenamento degli atleti delle squadre ciclistiche Mapei, esso ha poi continuato ad esistere anche dopo la dissoluzione della squadra, fornendo i propri servizi per conto di terzi.
Il centro si trova a Olgiate Olona (VA) ed è stato diretto da Aldo Sassi fino alla sua scomparsa nel dicembre 2010. Il centro effettua attività di ricerca e di divulgazione. Alcune pubblicazioni hanno contribuito all'accrescimento delle conoscenze sul calcio e sul ciclismo. Il centro segue anche il Sassuolo.
Mapei Sport è un centro certificato UNI EN ISO 9001:2008 per "Progettazione ed erogazione di servizi di assistenza nell'ambito della Medicina dello Sport, della valutazione fisiologica e biomeccanica".